# Kurpark Bad Brambach

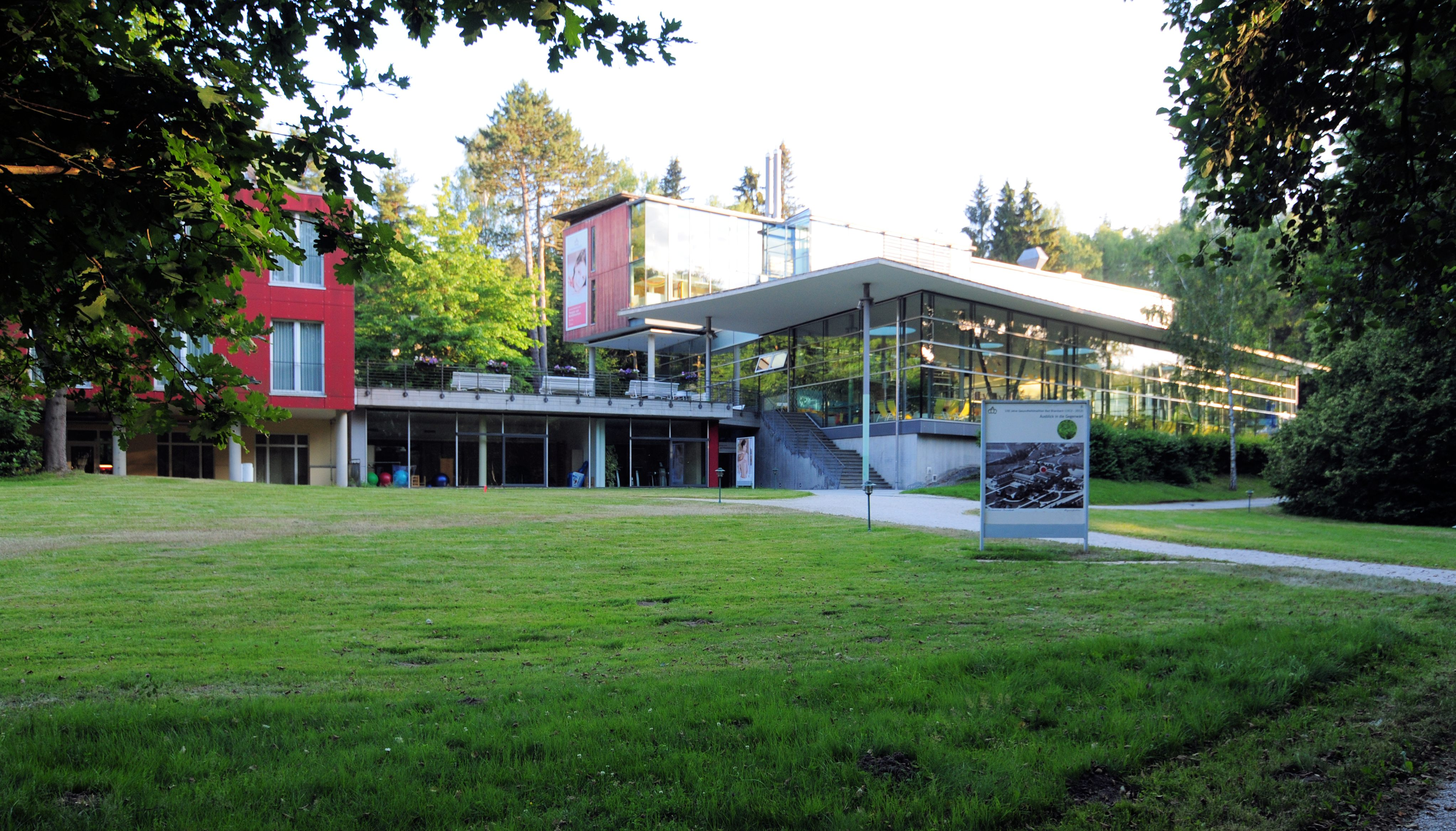
Kurpark Bad Brambach

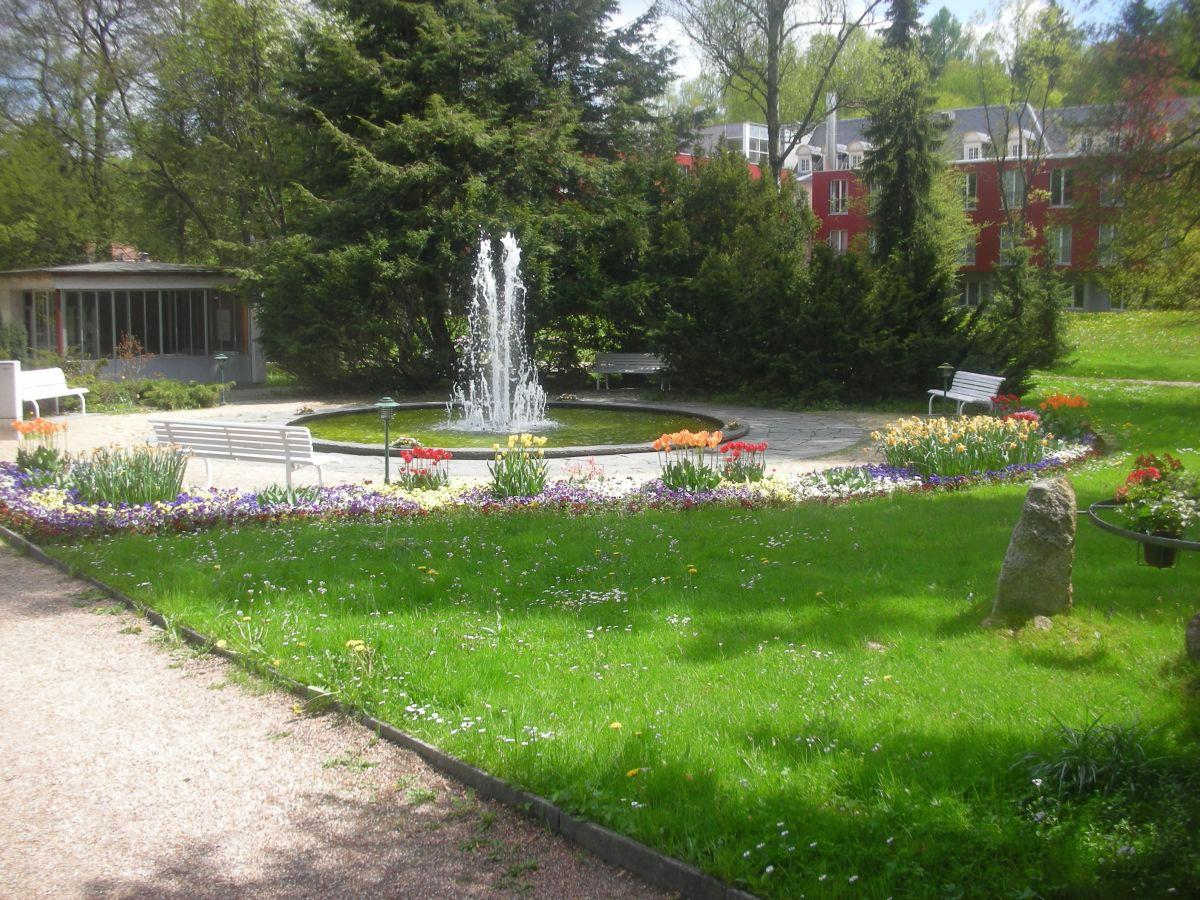
Brunnen im Kurpark

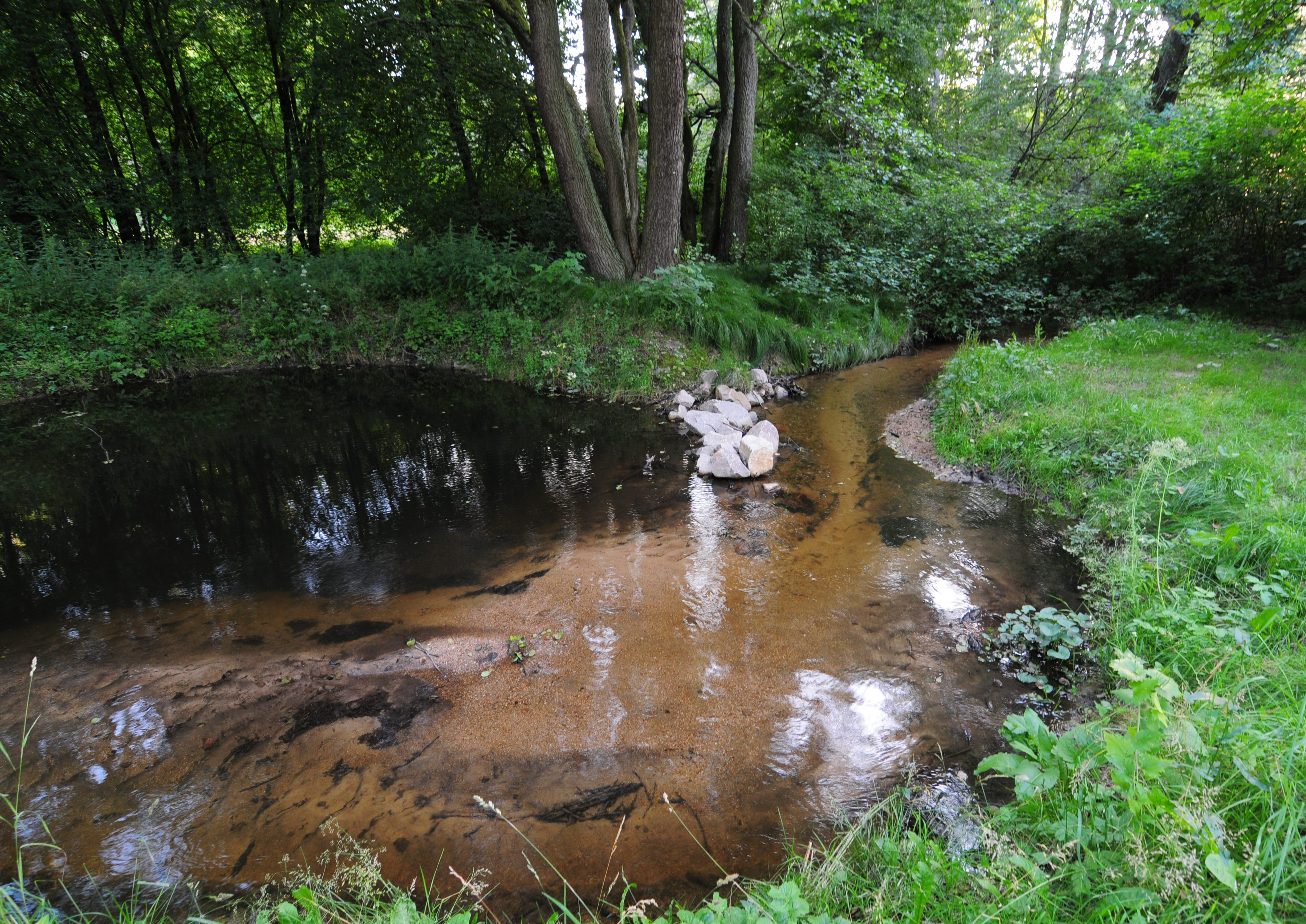
Der Röthenbach im Parkgelände

Der Kurpark Bad Brambach entstand 1912 im damaligen Unterbrambach auf Veranlassung der bereits ansässigen Sprudelgesellschaft als eine Folge, dass an seiner Stelle schon seit 1890 regelmäßig Tafelwasser abgefüllt wurde. Das gartenbaulich gestaltete Kurparkgelände von Bad Brambach entwickelte sich besonders mit seinem Gebäudebestand in mehreren Etappen und steht heute als Sachgesamtheit „Park- und Kuranlage“ unter Denkmalschutz. Der Kurpark dehnt sich auf einer Fläche von etwa 16 Hektar aus und grenzt dabei auch an das Staatsgebiet der Tschechischen Republik.

## Lage
Das etwa 20 Hektar große Kurparkgelände befindet sich in einer mit Wald und Wiesen versehenen Talsenke des von Westen kommenden Röthenbachs (Plesná) im sächsischen Teil des Elstergebirges. Bei der Unteren Grenzquelle im Kurpark sowie einer Grenzecke zwischen den Ländern Deutschland und Tschechien nimmt er den linksseitig zufließenden Ehrbach (Starý potok) auf. Im oberen Talbereich ist das Kurparkgelände noch in einem naturnahen Zustand und von wenigen Wegführungen durchzogen. Bei der Unteren Grenzquelle nimmt das Areal talabwärts einen parkartigen Charakter an, was sich auch in der Anlage der Wege und des Bestandes an Ziergehölzen erkennbar zeigt. Der Kurpark zieht sich talabwärts in Richtung des Ortszentrums von Bad Brambach hin und endet an seinem architektonischen Höhepunkt, der Festhalle mit ihrem vorgelagerten, gartenbaulich umfassten Teich. An der Nordflanke des Tales erstrecken sich aufwärts weitere Flächen mit teilweise öffentlich zugänglichen Grünanlagen und jüngerer Bausubstanz.
Im Talboden befinden sich in den überwiegend lehmigen Sedimentlagen linsenförmige moorig-torfige Ablagerungen.
Das Kurparkgelände wird entlang seiner Längsausdehnung von zwei nahezu parallel verlaufenden Straßen durchzogen; im Norden die Oberreuther Straße und im Süden die Badstraße. Insgesamt befindet sich der Kurpark im westlichen Teil des Ortes und liegt an der Nord-Süd-Fernstraße B92. Die verkehrliche Erschließung erfolgt demzufolge aus dem Ortskern von der Schönberger Straße über die von ihr abzweigende Badstraße. Die Bahnstrecke Plauen–Cheb grenzt unmittelbar südlich an das Kurparkgelände an; einen Haltepunkt gibt es hier nicht. Der Bahnhof Bad Brambach bildet den nahegelegenen Ankunfts- und Abfahrtspunkt für Bahnreisende.
Die Ortsbezeichnung mit dem Zusatz „Bad“ besteht seit 1922.

## Einzelbeschreibung

### Genutzte Mineralwasserquellen

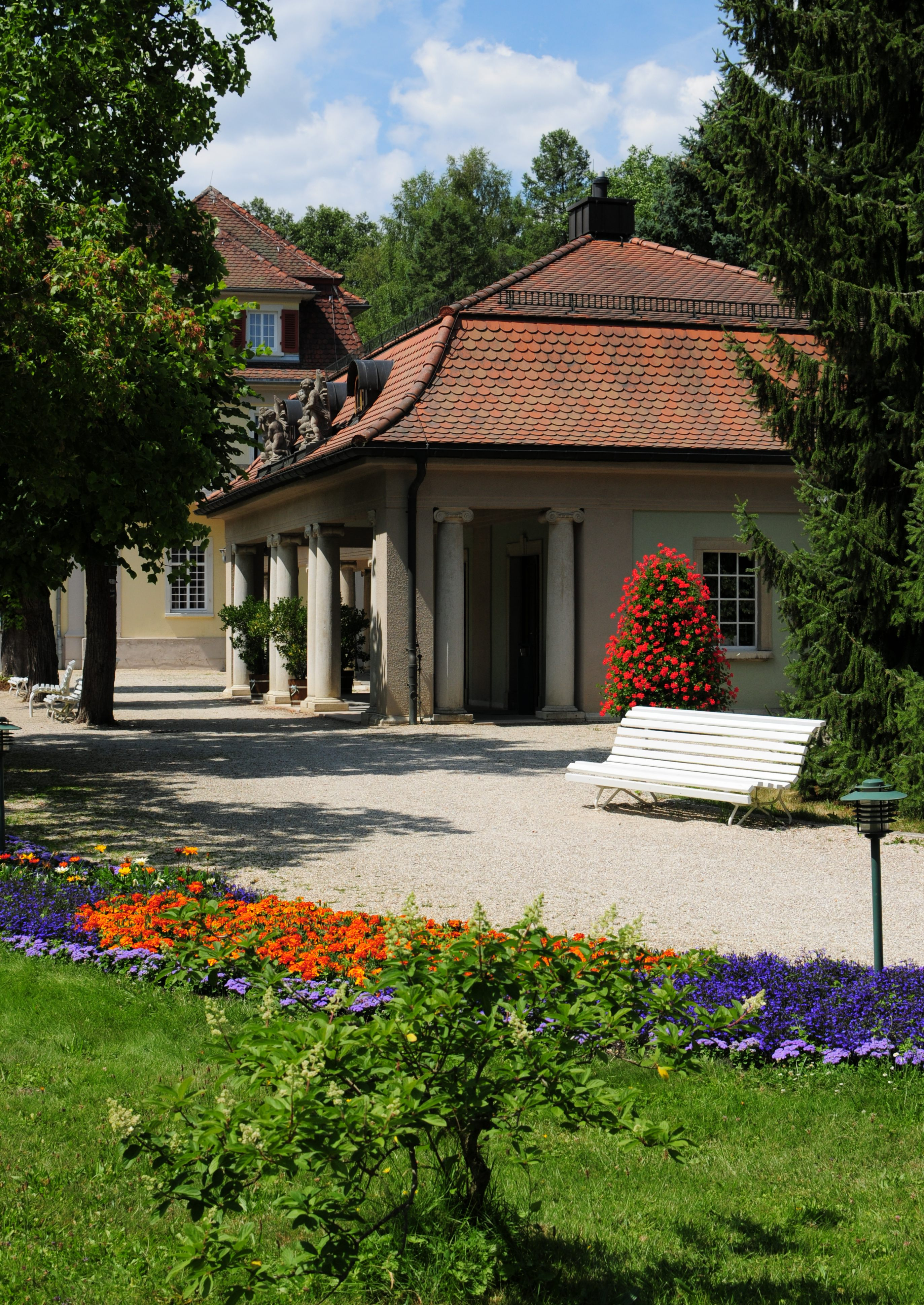
Gebäude der Wettinquelle

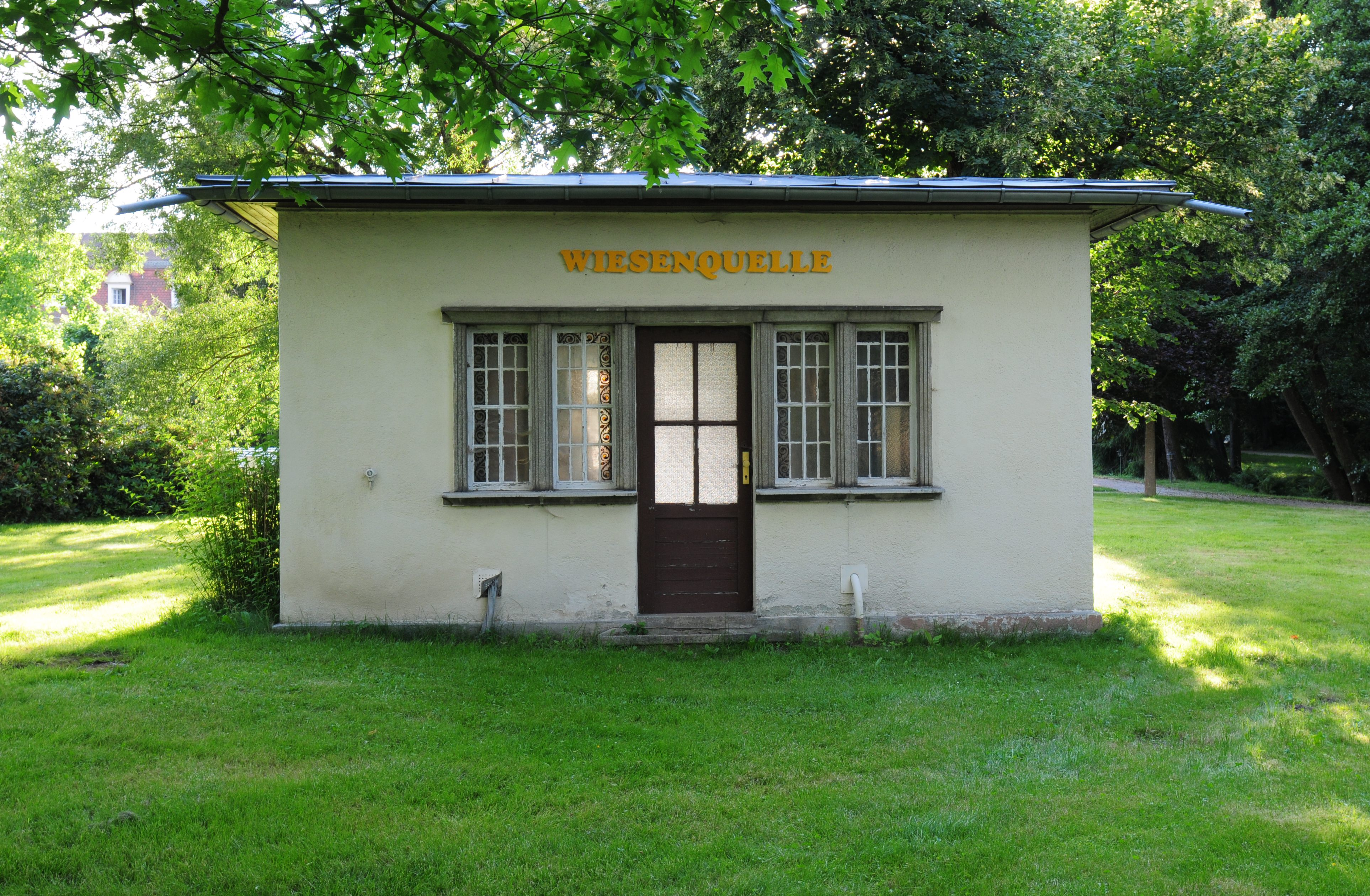
Gebäude der Wiesenquelle

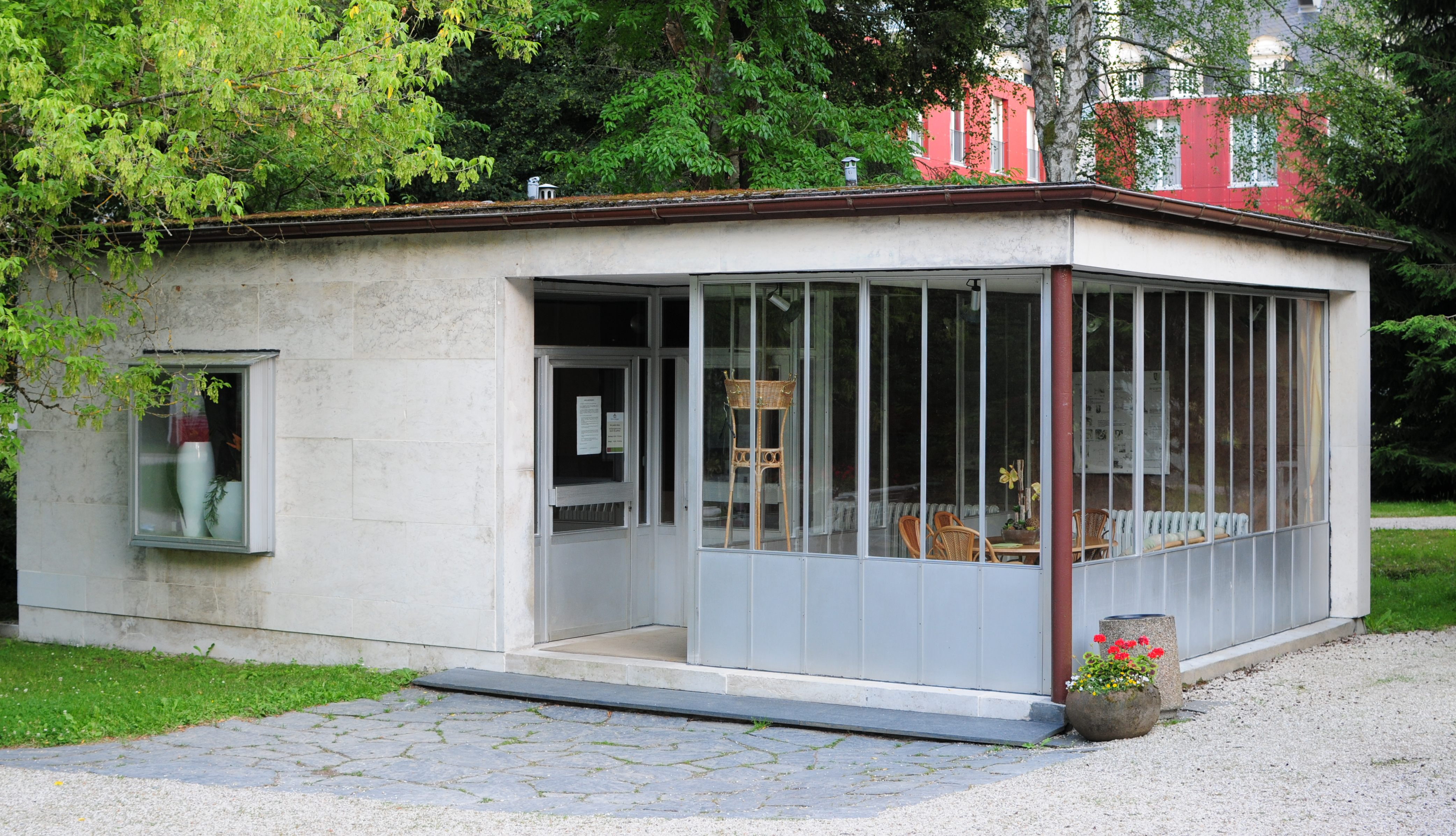
Gebäude der Eisenquelle

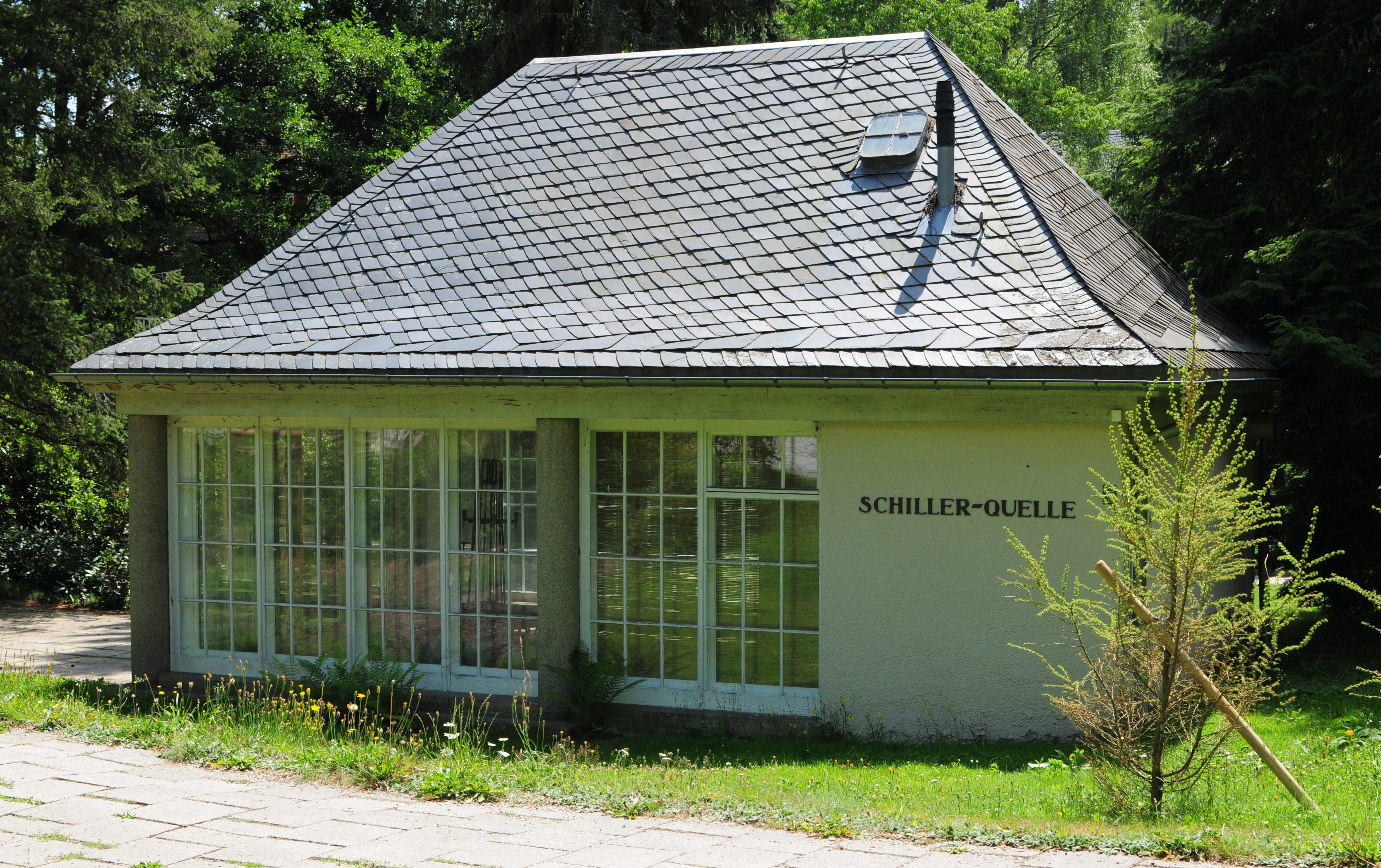
Gebäude der Schillerquelle

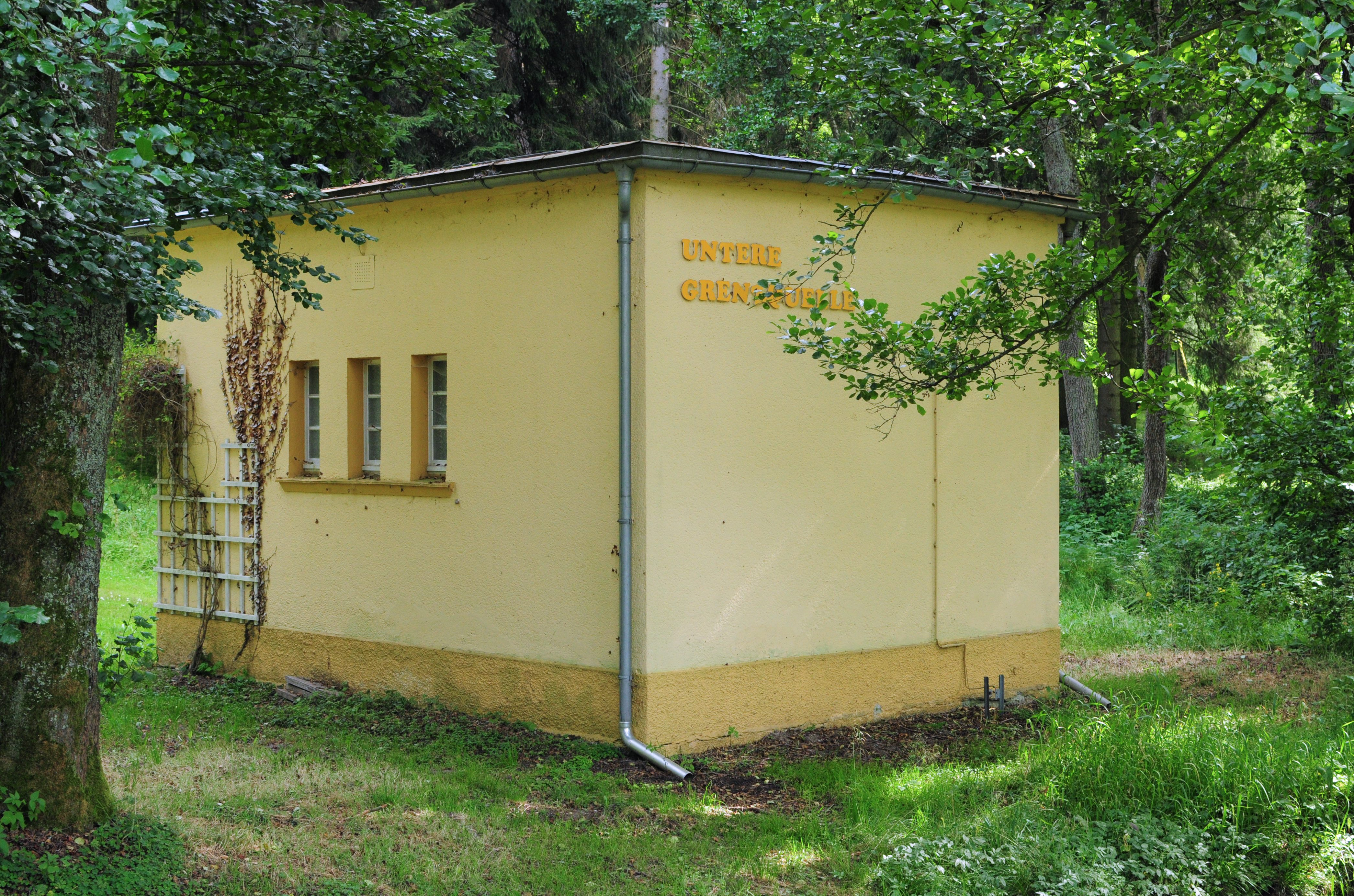
Gebäude der Unteren Grenzquelle

Der erste urkundliche Nachweis für die Nutzung der Brambacher Quellen zu Trinkzwecken ist für das Jahr 1678 belegt, wonach bereits in dieser Zeit eine „Flaschenabfüllung“ vorgenommen worden sein soll.
Auf einer historischen Karte, dem Meilenblatt (Berliner Exemplar) von 1793 ist im Areal des späteren Kurparks erkennbar, dass in diesem wasserreichen Gebiet mehrere Teiche angelegt waren und das natürliche Quellgebiet westlich von Unterbrambach bereits mit der Flurbezeichnung „Sauerbrunn“ bekannt war. Dieser Vermerk findet sich auch auf späteren Messtischblättern (1:25.000) bis etwa im Jahr 1900. Auf dem sächsischen Meßtischblatt von 1903 ist an dieser Stelle der Vermerk „Schiller Qu.“ eingetragen. Das im Meßtischblatt (Blatt Bad Elster) von 1922 an der Nordflanke der Talsenke in Richtung des Hengstberges eingetragene Wasserwerk weist auf den Wasserreichtum der Umgebung hin.
Folgende Quellen haben Bekanntheit erlangt (links/rechts bezeichnet die Lage am Röthenbach):
- Obere Grenzquelle (r), 1928 erbohrt,[4] ca. 105 m tief.[5]
- Untere Grenzquelle (r), 1928 erbohrt,[4] ca. 200 m tief.[5]

- Schillerquelle (l), die alte Gemeindequelle, der Versand von Tafelwasser wurde 1959 eingestellt. Der Name wurde von einem Pächter wegen der Ähnlichkeit zur Schüllerquelle gewählt.[6]
- Eisenquelle (l), auch Schüllerquelle nach Johann Matthäus Schüller benannt, seit 1860 bekannter Sauerbrunn, seit 1890 als Tafelwasser im Handel.[7]
- Wettinquelle (r), auch Radonquelle oder Neue Quelle genannt, im Januar 1911 bei Bauarbeiten  zum Füll- und Versandhaus entdeckt und im ersten Quartal 1911 mit einem 6 m tiefen Brunnenschacht befestigt. Den Namen Wettinquelle erhielt sie 1912.[8]
- Wiesenquelle (r), liegt etwa 60 m talabwärts von der Wettinquelle innerhalb des Kurparks und  hat ein eigenes Quellhaus.[4]

ferner im Talgebiet des Röthenbachs:
- Sprudel I (r), 1906/1907 erbohrt (wurde  bis 1937 für Tafelwasser genutzt, Brambacher Sprudel).[9]
- Sprudel II (r), 1906/1907 erbohrt (wurde bis 1937 für Tafelwasser genutzt, Brambacher Sprudel).[9]
- Brunnenbohrung zwischen Vogtlandhaus und Fritz-Rödiger-Haus (r), 1937 erbohrt und bis nach 1964 zur Tafelwasserabfüllung genutzt.[9]

Es entstanden weitere Quellen, die durch Bohrarbeiten erschlossen wurden.
In der vogtländischen Mundart wird „Saaling“ als Quellenbezeichnung für einen natürlichen Säuerling verwendet.

### Gebäude

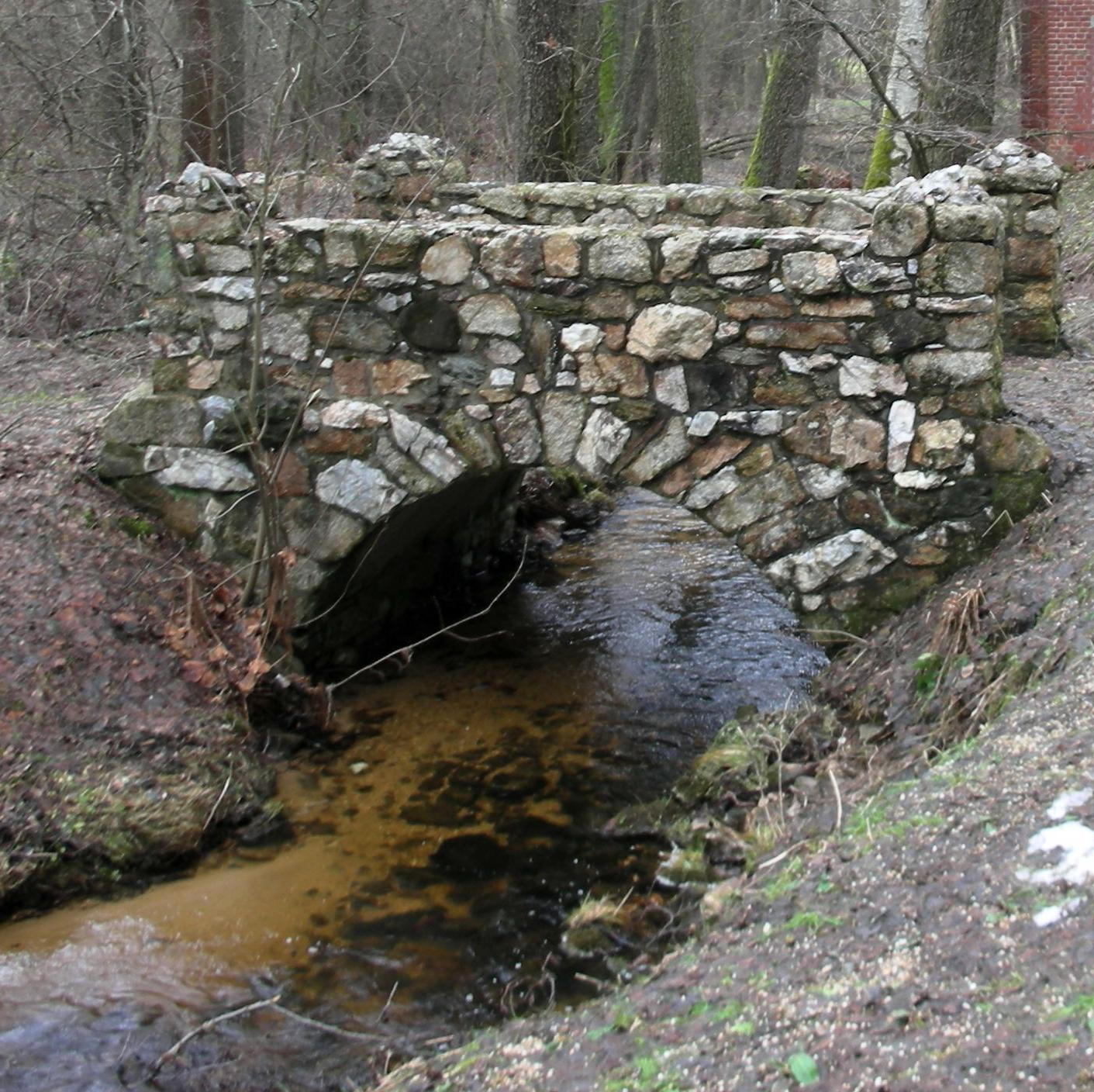
Steinbogenbrücke über den Röthenbach/Fleissenbach

- Festhalle am Schwanenteich

Den Abschluss der gartenbaulich anspruchsvoll gestalteten Kuranlagen bildet die Festhalle am Teich. Ihre Errichtung fällt etwa in die Zeit um 1930. Das mit einem zum Teich ausgerichteten Konzertplatz versehenen Gebäude dient dem Veranstaltungsgeschehen im Kurpark.
- Vogtlandhaus (zuvor Kurhotel), Kurhaus als Dreiflügelanlage

Das Vogtlandhaus wurde zwischen 1926 und 1928 an der Stelle des ehemaligen Kurhotels errichtet, das um 1911 einem Füll- und Versandhaus weichen musste.
Der existierende Bau wurde als rechteckige, zweiflügelige Anlage errichtet, die in Richtung Osten offen gehalten ist. Es markiert zusammen mit dem 1912 entstandenen Brunnenhaus der Wettinquelle den architektonischen Ausgangspunkt innerhalb der Kuranlagen. Die Verbindung zwischen einem neuen Quellhaus (Wettinquelle) und dem Vogtlandhaus durch Erweiterungsarbeiten entstand 1929.
- Quellhaus Wettinquelle mit Wandelgang

Ursprünglich befand sich hier ein Holzhaus zum Schutz der Quelle. Dieses Brunnenhäuschen bestand zur Eröffnung des Badebetriebs am 1. Mai 1912 und existierte bis 1929. An seine Stelle steht nun seit 1929 der Quelltempel mit dem angeschlossenen Wandelgang, dessen Überdachung von zwei ionischen Säulenreihen getragen wird. Weitere bauliche Umgestaltungen gab es 1957 bis 1959.
- Vogtlandresidenz (früher Haus Grenzwacht, später Julius-Fučik-Haus)

Das frühere Julius-Fučik-Haus wurde 1937 bis 1938 als Erholungsheim des RDB erbaut und bildet einen dominanten baulichen Abschluss an der Nordwestseite des Kurparks. Es dient als Klinikgebäude.
- Bade- und Saunalandschaft mit Saunadorf

Das frühere „Aquadon“ wurde in den 1990er Jahren als Therapie- und Wellnesszentrum mit Schwimmbad und Saunadorf im Auftrag der Sächsischen Staatsbäder GmbH errichtet. Im Jahr 2020 erfolgen umfassende Sanierungsarbeiten in diesen Gebäuden. Zudem erhalten die Kur- und Therapiemöglichkeiten der Sächsischen Staatsbäder GmbH durch den Neubau des "Wettinhaus" eine Erweiterung. Ein entsprechender Realisierungswettbewerb wurde im November 2018 ausgeschrieben. Dessen Ziel besteht in einer Kapazitätserweiterung für Angebote mit Radonwannenbädern, Inhalationen, Ruheräumen und weiteren Serviceleistungen im Therapie- und Wohlfühlzentrum mit Bade- und Saunalandschaft. Die neuen baulichen Anlagen des Radon-Therapiezentrums erstrecken sich entlang der Badstraße auf einem Grundstück der Sächsischen Staatsbäder.
- Parkhotel

Das Parkhotel ist ein zu Beherbergungszwecken dienendes Gebäude aus den 1990er Jahren, das gegenüber dem Schwanenteich nahe der Festhalle und am Rande des Kurparkgeländes steht. Es wird privat betrieben.
- Joliot-Curie-Haus (früher Weidig-Haus, später Radium-Kurhof)

Das Gebäude des Joliot-Curie-Haus ist eines der frühen Bauten im Parkgelände und trug zunächst den Namen Weidig-Haus. Im Frühjahr 1913 begann dessen Nutzung. Die Umgestaltung und bauliche Erweiterung erfolgte 1936, damit auch die Umbenennung zum Radium-Kurhof. Weitere bauliche Veränderungen wurden 1959 vorgenommen. Es diente einst als Klinikgebäude; steht aber seit den 1990er Jahren leer und verfällt.
- Fritz-Rödiger-Haus (früher Bosehaus)

Dieses 1912 errichtete Gebäude ist gänzlich aus Holz erbaut und besitzt ein Schieferdach. Seine Architektur ist vom Landhausstil geprägt.
- Quellhaus der Schillerquelle

Das quadratische Gebäude steht wenige Meter westlich der Eisenquelle und wird gegenwärtig für Besucher nicht genutzt.
- Quellhaus der Wiesenquelle

Das Gebäude befindet sich auf einer Wiese zwischen Wettinquelle und dem Schwanenteich. Es ist für Besucher nicht zugänglich.
- Quellhaus der Eisenquelle (Schüllerquelle, Sauerbrunn)

Der kleine Pavillon im Stile der Neuen Sachlichkeit steht im Zentrum der Parkanlagen. Nach 1945 wurde sein Innenbereich mit Natursteinplatten ausgestattet, die aus dem kriegsbedingt zerstörten Reichskanzleigebäude in Berlin stammen sollen. Hier existiert ein öffentlich nutzbarer Wandbrunnen mit kontinuierlicher Wasserschüttung der Eisenquelle.
- Quellhaus der Unteren Grenzquelle

Diese Quelle dient der Wasserentnahme für Badezwecke. Sie wurde 1928/1930 erbohrt.
- Quellhaus der Oberen Grenzquelle

Diese Quelle dient der Wasserentnahme für Badezwecke. Sie wurde 1928/1930 erbohrt.
- Steinbogenbrücke

Die Steinbogenbrücke, ein Bruchsteinbauwerk, überspannt bei der Unteren Grenzquelle den Röthenbach.
- Kolonnadencafe

Das ehemalige Caféhaus steht an der Badestraße gegenüber der Festhalle. Es wurde 2020 umgebaut und erfuhr damit eine Nutzungsänderung. Die Räumlichkeiten dienen nun der Bewegungsförderung und anderen Therapieangeboten sowie Informations- und Fachveranstaltungen zu Radonanwendungen.
- Waldcafé

Das Waldcafé liegt abseits des Kurparks im waldreichen Sorgebachtal (Zankbächl) zwischen der Häusergruppe Röthenbach und dem benachbarten Hohendorf. Es handelt sich um einen Rundbau aus dem 20. Jahrhundert. In Folge einer Untersuchung von 1926 erkannte man den auffälligen Radongehalt der Luft in den Tälern des Röthenbaches und des Zankbächls, weil das Edelgas in diesen Arealen aus dem Boden entweicht. Die Inhalation von Radon durch die Kurgäste während ihres Aufenthaltes in der Landschaft wurde früher als spezifische Komponente zur Kurwirkung des Heilbades erachtet.

### Gartenbauliche Anlagen

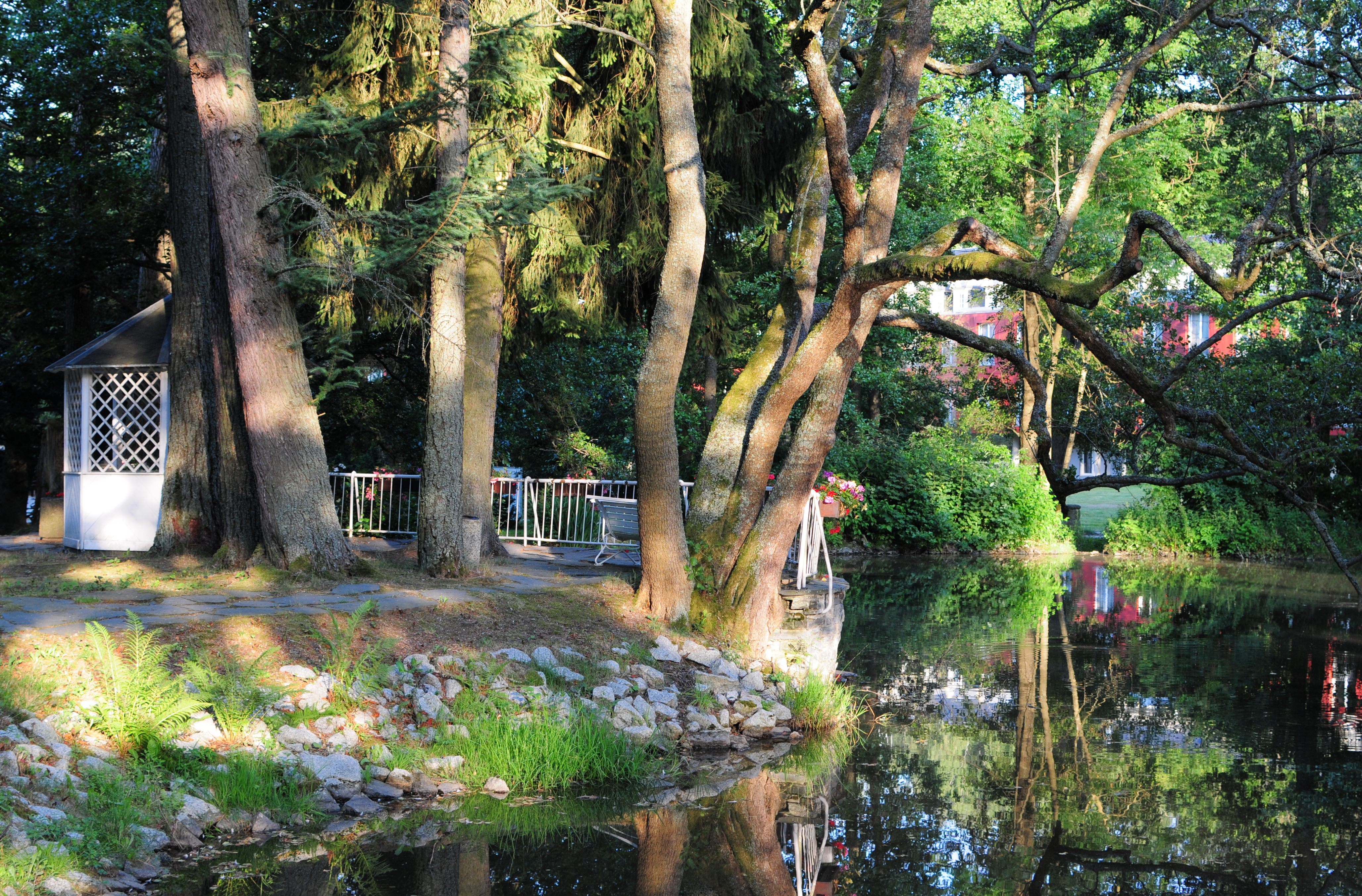
Pavillon und Teich im Kurpark

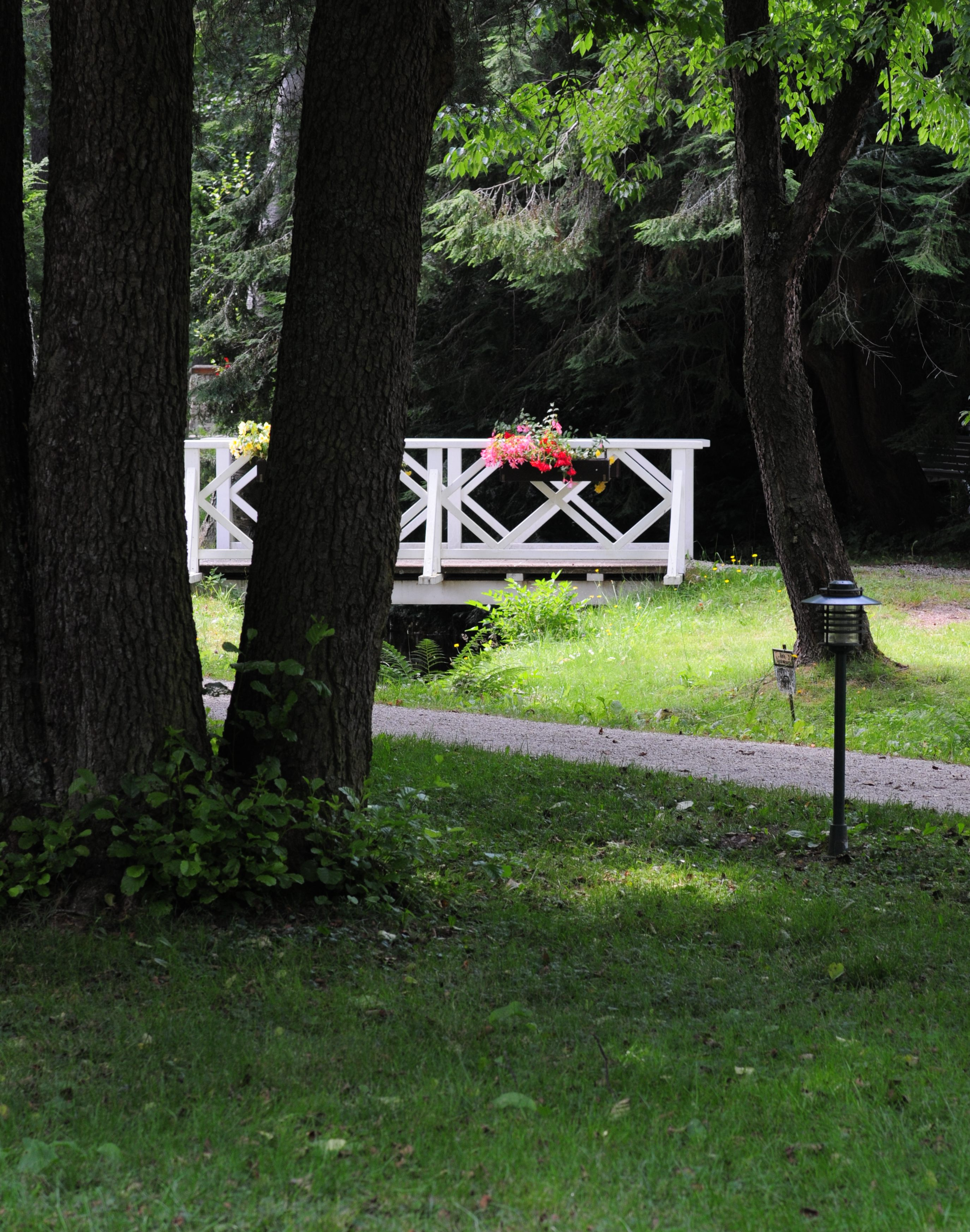
Brücke im Kurpark

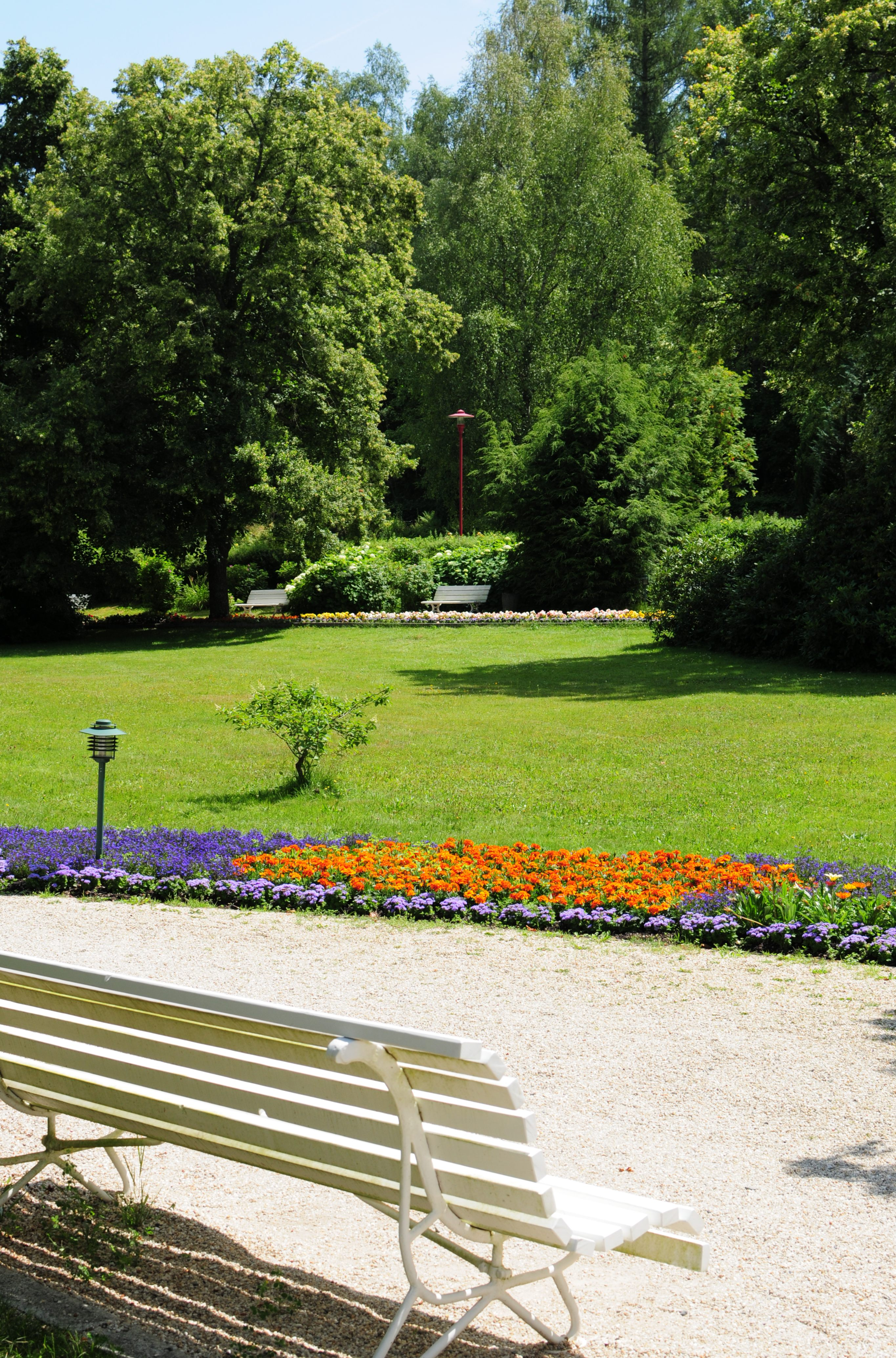
Wiesen und Saisonbepflanzungen im Kurpark

Die Parkanlagen nehmen eine Fläche von 16 Hektar ein und stehen unter Denkmalschutz. An seinen naturbelassenen Randbereichen geht das Areal in einen Landschaftspark über. Das Wegesystem im Parkgelände ist in das regionale Wanderwegnetz um Bad Brambach eingebunden.
Die verlässlich belegten Ursprünge weisen auf das Jahr 1892 und beruhen auf Arbeiten der Obergärtner Walter Karwowsky und Willy Landrock. Die Festhalle und der ihr vorgelagerter Schwanenteich bilden mit den gepflegten Anpflanzungen sowie den sich darin befindlichen Brunnenhäusern ein architektonisches und gartenbauliches Areal im Stil eines englischen Landschaftsgartens. Der Gehölzbestand ist von zahlreichen Rhododendren gekennzeichnet. In einige Wiesen gibt es Erdorchideen. Handwerklich angelegte Rabatten und Rondelle mit saisonalen Bepflanzungen ergänzen zusammen mit Rasenflächen das gartenbauliche Konzept des Parks. Viele Wege besitzen geschwungene Verläufe.
Der Röthenbach durchläuft den Park in mehreren Windungen und wird von kleinen Brücken überspannt. Er versorgt dabei Wasserspiele, Teiche und Kunstbrunnen im Kurpark. Im Zentrum des Parkgeländes gibt es einen naturbelassenen Teich mit einem Gartenpavillon aus Holz. Das Umfeld des Pavillons ist mit kleinen gartenarchitektonischen Elementen aus Theumaer Fruchtschiefer und einem ebenerdigen Wasserspiel gestaltet.
An der Badstraße, aber auf der dem Kurpark gegenüberliegenden Seite, erstreckt sich parallel zum Bahndamm ein schmaler Streifen gestalteter Parkanlage, mit einem historischen Brunnenbecken. Sie Anlage schließt in Richtung Ortskern mit dem ehemaligen Kolonnaden-Café ab. Ein Umbau dieses Gebäudes für Kurzwecke ist vorgesehen.

## Heilquellenschutzgebiet
Auf Grund einer kommunalrechtlichen Verordnung des Vogtlandkreises besteht aus gesundheitlicher und wasserrechtlicher Sicht ein umfassender Schutzstatus für die Quellen und deren Einzugsgebiet um Bad Brambach und Bad Elster. In Bad Brambach sind folgende Quellen davon betroffen: Wettinquelle, Eisenquelle, Schillerquelle, Obere Grenzquelle und Untere Grenzquelle. Die Verordnung weist nach quantitativen Gesichtspunkten eine Innere (A) und eine Äußere (B) Schutzzone aus. Insgesamt umfasst das grenzüberschreitende Heilquellenschutzgebiet eine Fläche von 9261 ha, wovon 4265 ha auf deutschem und 4996 ha auf tschechischem Staatsgebiet liegen.
Von dieser Unterschutzstellung sind auf sächsischer Seite die Gemarkungen Adorf, Arnsgrün, Bad Elster, Bärendorf, Brambach, Gürth, Hohendorf, Mühlhausen, Oberbrambach, Raun, Schönberg und Sohl betroffen.
Die qualitativen Schutzzonen (SZ I, SZ II und SZ III) bilden in der Reihenfolge ihrer Nummerierung den Fassungsbereich der jeweiligen Quelle, die engere Schutzzone und die weitere Schutzzone.
Innerhalb des Heilquellenschutzgebietes sind gemäß der Verordnung alle Einrichtungen, Handlungen und Nutzungen untersagt, die eine Gefährdung der Heilquellen in quantitativer und qualitativer Hinsicht herbeiführen können. Zur Gewährleistung bestehen mehrere Verbotstatbestände in den Zonen A und B. Darunter fallen in der Zone A (Innere Zone) punktuelle Erdaufschlüsse, die nicht der Grundwasser- und Heilwasserüberwachung dienen; flächenhafte Eingriffe sofern sie nicht dem Heilquellenschutz und dem Kurbetrieb dienen; Grundwasserentnahmen, Beeinflussung der Grundwasserfließverhalten; das großflächige Versiegeln der Erdoberfläche sowie das ungenehmigte Aufstauen und Absenken oberirdischer Gewässer.
Die Verordnung erlangte 2008 ihre Wirksamkeit und trat an Stelle des Beschlusses des Rates des Bezirkes Karl-Marx-Stadt Nr. 0084 vom 30. März 1976.